# Художні академії
Художні академії, академії мистецтв — об'єднання найвидатніших діячів образотворчого мистецтва; вищі науково-творчі установи в галузі образотворчого мистецтва, які здійснюють також підготовку художників.

## Історія

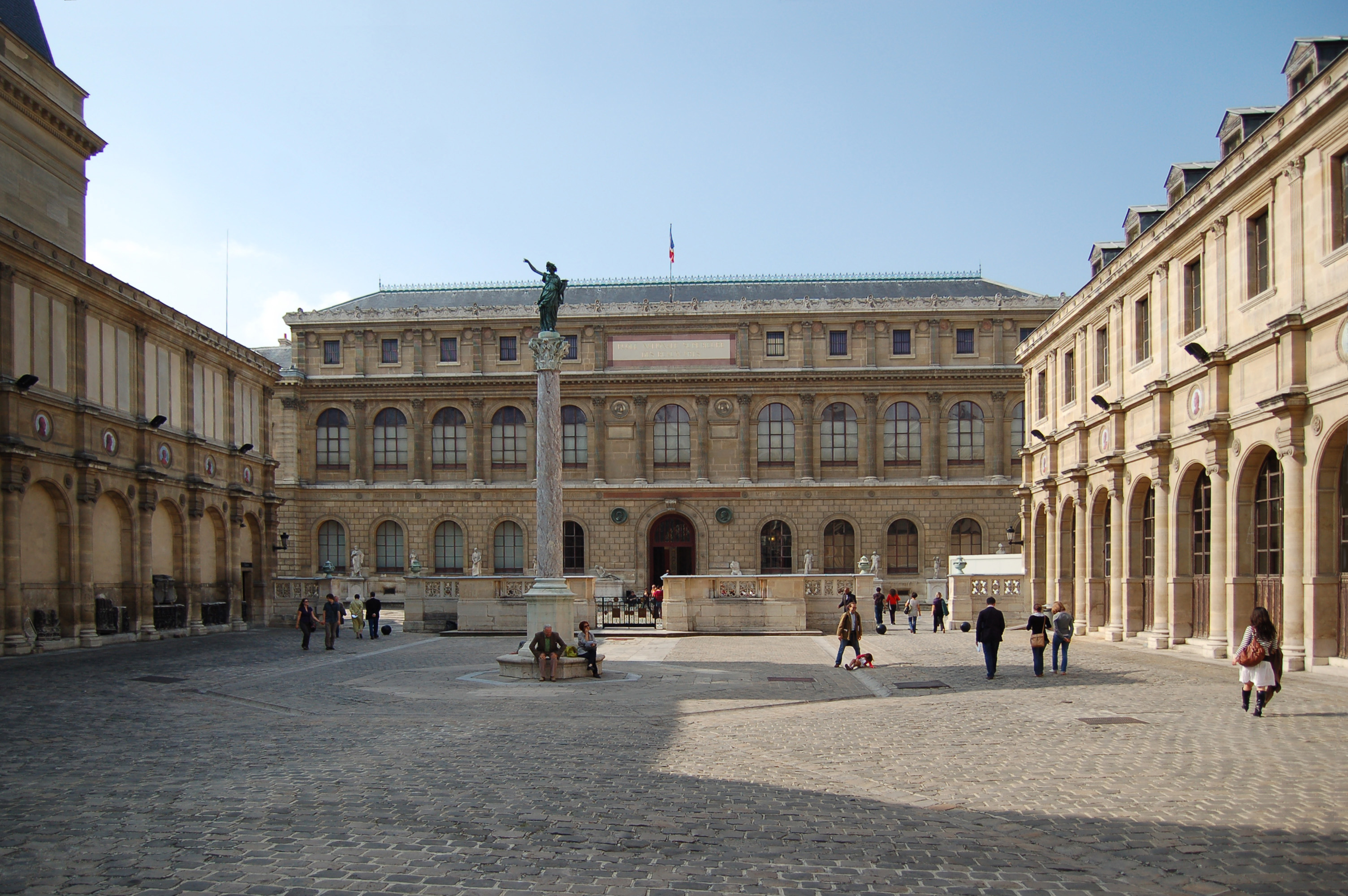
Національна вища школа красних мистецтв

Першими художніми академіями були об'єднання художників в Італії в другій пол. 16 ст. Болонська художня академія (1585) поклала початок розробленню принципів академізму.
Державні художні академії виникли в Європі в 17 —18 ст. як офіційні урядові установи, що спрямовують і регламентують художнє життя країни (в Парижі, 1648; у Відні, 1692; Берліні, 1696; Мадриді, 1753; Лондоні, 1768).
В 1757 засновано Художню академію в Петербурзі (див. Петербурзька академія мистецтв).
У 19 ст. назву академій присвоюють собі деякі приватні художні студії (наприклад, академія Жюліана в Парижі).

### СРСР
В СРСР, крім Академії мистецтв СРСР, були Художня академія Латвійської РСР і Тбіліська художня академія (навчальні заклади).
Художні академії були засновані в ряді країн народної демократії: в Китаї, Польщі, Болгарії, НДР, Угорщині та Чехословаччині.